# Monget
 Monget  (también así en occitano) es una población y comuna francesa, situada en la región de Aquitania, departamento de Landas, en el distrito de Mont-de-Marsan y cantón de Hagetmau.

## Demografía
| 145 | 133 | 100 | 94 | 102 | 87 |
| Para los censos de 1962 a 1999 la población legal corresponde a la población sin duplicidades (Fuente: INSEE [Consultar]) |     |     |    |     |    |